# Iglesia de Santa María (Cornellá de Conflent)

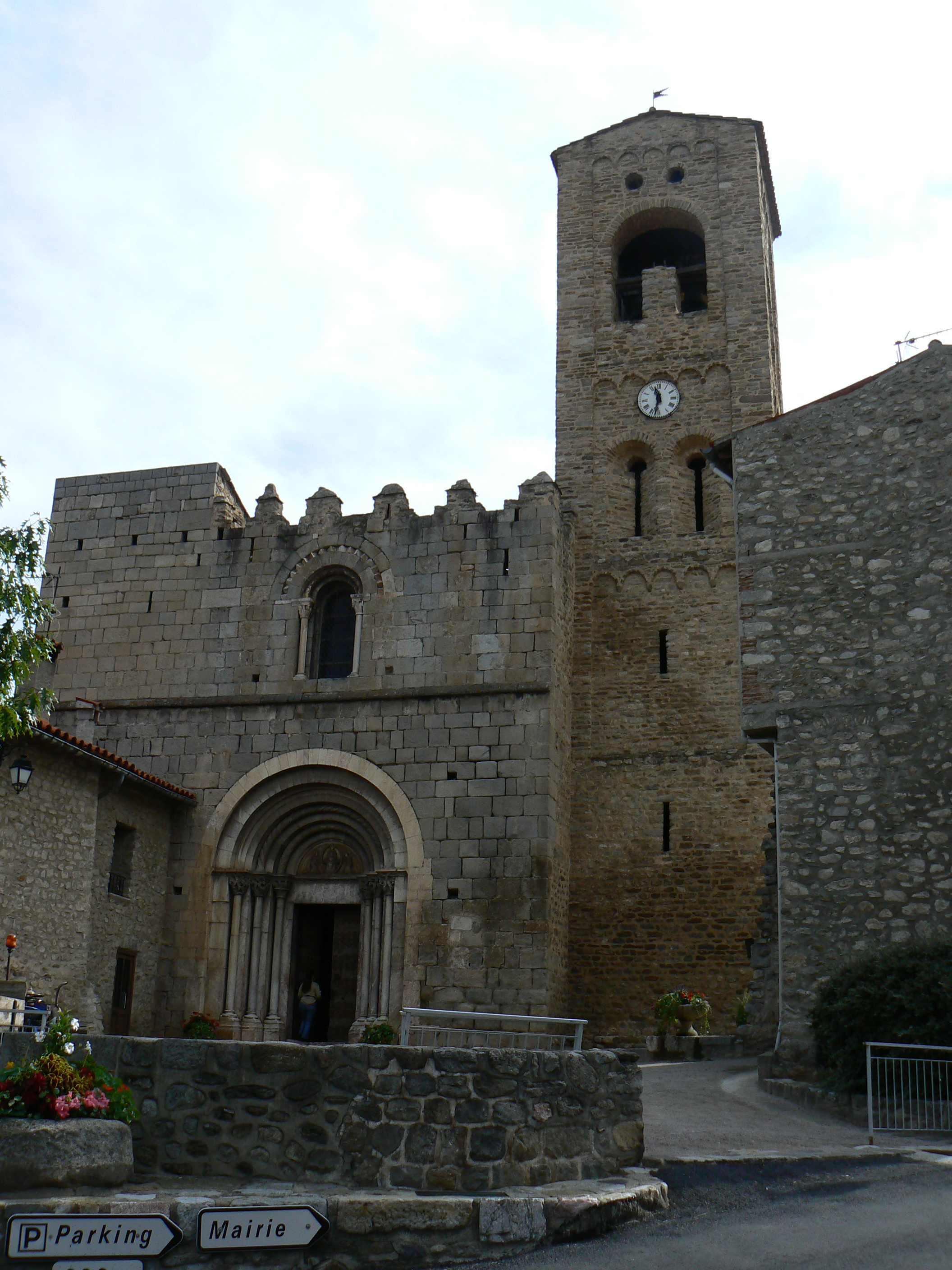
Fachada de Santa María de Conflent.

La iglesia de Santa María se encuentra en la localidad francesa de Cornellá de Conflent. Corresponde al templo de un antiguo priorato situado en esta población y tiene las funciones de iglesia parroquial del municipio.
Aparece citada en 1019 y se construyó en dos etapas: en los siglos XI y XII. Del siglo XI, periodo en el que era el templo del priorato, se conservan los muros situados en las zonas norte y sur, así como el campanario adosado. Es de tres pisos, con arcuaciones lombardas y sus ventanas son geminadas.
A finales del siglo XII se reconstruyeron por completo tanto la fachada occidental como la cabecera del templo. Esta reconstrucción es un claro ejemplo de la arquitectura románica y se cree que fue llevada a cabo por el mismo maestro que se encargó de construir la galería sur del claustro de Elna.
La portalada situada en la fachada occidental está realizada en mármol rosa. Destaca el tímpano de tema mariano en el que aparece la Virgen rodeada por una mandorla que sostienen dos ángeles. María, que tiene al niño Jesús en su regazo, está sentada en un trono decorado. Dentro del semicírculo que rodea al tímpano aparece la siguiente inscripción:

«Heredes vite, Dominam laudare venite, per quam vita datur, mundus per eam reparatur»

 La portalada está decorada con columnas y capiteles esculpidos en los que aparecen representados leones rampantes, palmeras y carneros. La portalada se completa con seis arquivoltas.

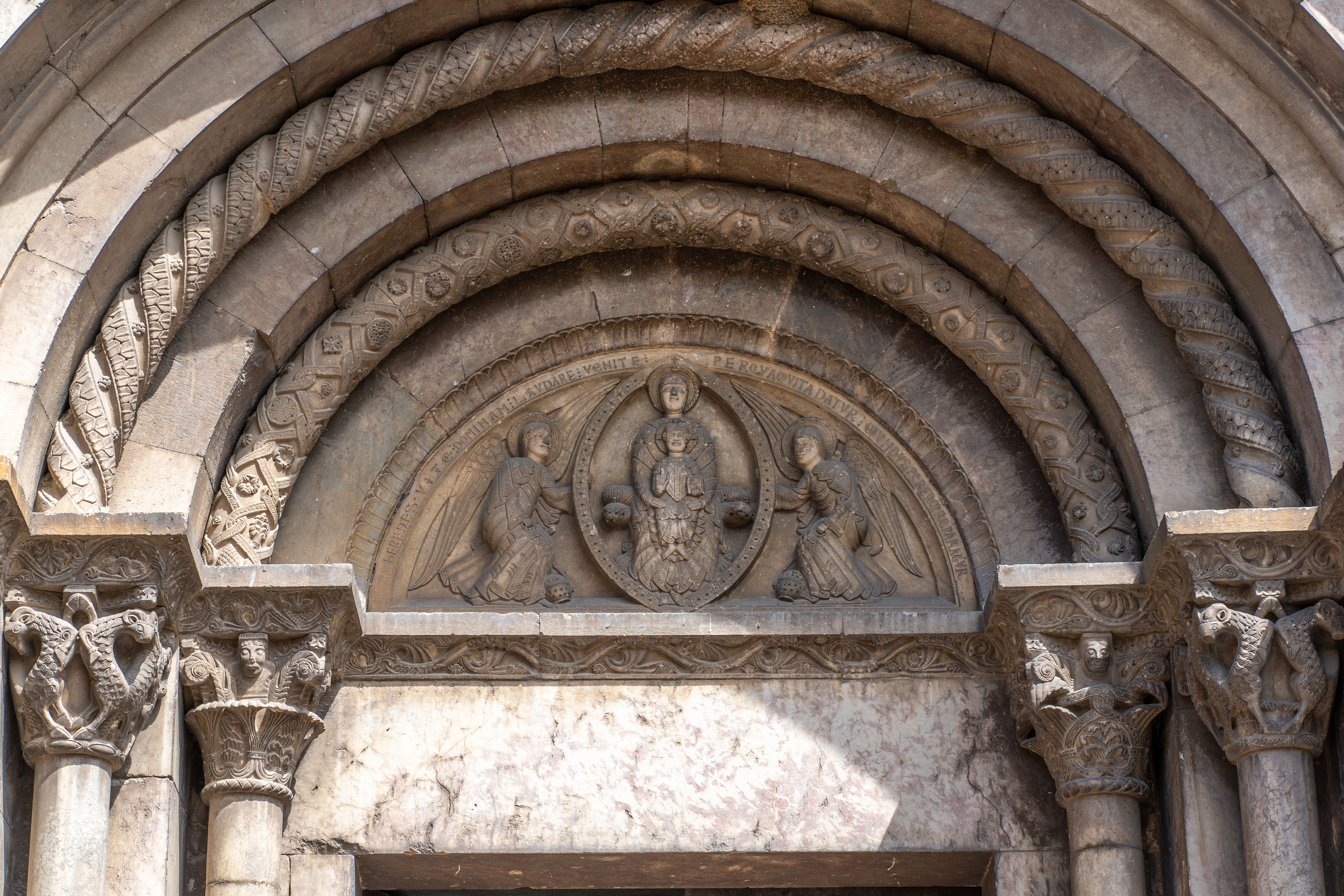
Portada románica de Santa Maria de Cornellà de Conflent

El ábside presenta arcuaciones lombardas y un friso en dientes de sierra. Sobre él se abren tres ventanas decoradas con arquivoltas con molduras. Cada ventana tiene ocho columnas coronadas por capiteles
En el templo se conserva una talla románica de La Mare de Déu de Cornellà. La imagen, que muestra a la Virgen con el niño en señal de bendición, es del siglo XII. Destaca también un retablo realizado en mármol blanco. Su autor es Jaime Cascalls quien realizó la obra en 1345 por encargo del padre prior, Berenguer d’Atzat.
También se puede ver en el interior de la iglesia una talla procedente del monasterio de San Miguel de Cuixá; representa a la Mare de Déu del Pessebre, es de estilo gótico realizada en el siglo XV. Esta imagen, que fue objeto de una gran devoción popular, está muy restaurada. Señalar también como objetos destacados un retablo barroco de 1698 que representa a San Rafael y un armario con decoraciones de estilo mudéjar.